# Jean Danican Philidor
Jean Danican Philidor est un musicien et compositeur français, né vers 1620 et mort le 8 septembre 1679 à Paris.

## Biographie
Jean Danican Philidor fait partie de la famille Philidor. Il est nommé « hautbois des Mousquetaires » du Roi avant 1645, œuvrant jusqu’à la disparition en 1646 de la compagnie, puis reste au service du roi de France, étant désigné « fifre » du Roi en 1648 et « joueur de hautbois » en 1649. En 1649, il s’associe avec Jean Destouches et Jean Brunet, puis avec Paisible, André Langlois et Robert Verdier pour assurer les concerts de hautbois de la cour. Vers 1655, il est reçu « dessus de cromorne et trompette marine de la Grande Écurie » du Roi, enfin « hautbois de la Chambre et fifre de la Grande Écurie » du Roi le 6 mars 1659.
Comme compositeur, il est l'auteur de plusieurs contredanses et menuets, aujourd'hui perdus.
Au sein de la dynastie Philidor, Jean Danican est le frère de Michel Danican et le père d'André dit l'Ainé, de Jacques dit le Cadet et d'Alexandre (mort vers 1700), tous musiciens.